# Pale Blue Dot

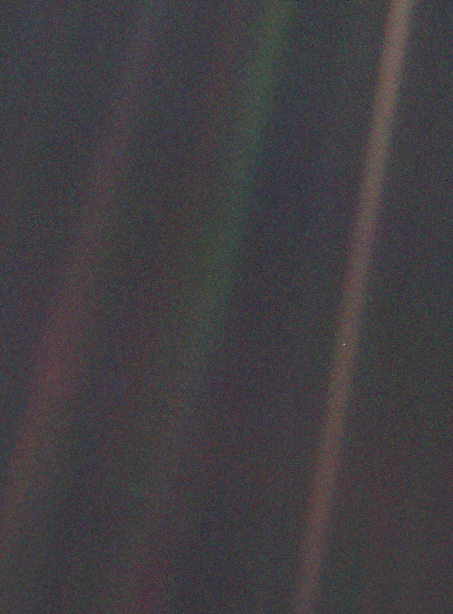
La Terra (il punto blu a circa metà della banda marrone a destra) vista da 6 miliardi di chilometri appare come un piccolo puntino nel buio dello spazio profondo. Le bande di luce sono un artefatto fotografico.

Pale Blue Dot (che in italiano può essere resa come "tenue puntino azzurro") è una fotografia del pianeta Terra scattata nel 1990 dalla sonda Voyager 1, quando si trovava a sei miliardi di chilometri di distanza, ben oltre l'orbita di Nettuno.
Si tratta della prima foto del pianeta Terra scattata oltre le orbite di tutti gli altri pianeti del Sistema Solare.
L'idea di girare la fotocamera della sonda e scattare una foto della Terra dai confini del sistema solare è stata dell'astronomo e divulgatore scientifico Carl Sagan.
In seguito il nome della fotografia è stato usato da Sagan anche per il suo libro del 1994 Pale Blue Dot: A Vision of the Human Future in Space.
Nel 2001, in un articolo sul sito Space.com, Ray Villard del Space Telescope Science Institute e Jurrie Van der Woude del Jet Propulsion Laboratory hanno votato la foto come una delle dieci migliori immagini scientifiche dello spazio di tutti i tempi.

## Fotografia

La posizione approssimativa della Voyager 1, al momento della foto, è indicata in verde.

La Voyager 1 è stata lanciata il 5 settembre 1977 e Sagan aveva esortato la NASA a scattare una foto della Terra dai confini del sistema solare.
Il 14 febbraio 1990, avendo concluso la sua missione primaria, la NASA ha ordinato alla sonda di scattare fotografie dei pianeti del sistema solare da quella posizione vantaggiosa. Tra il 14 febbraio e il 6 giugno 1990 una delle immagini scattate dalla Voyager era Pale Blue Dot.
Secondo i calcoli dei sistemi della NASA la distanza della sonda durante quel periodo era la seguente:
| Unità di misura    | 14 febbraio 1990 | 9 giugno 1990    |
| ------------------ | ---------------- | ---------------- |
| Unità astronomiche | 40,4722269111071 | 40,6835761263791 |
| Chilometri         | 6 054 558 968    | 6 086 176 360    |

La fotografia è stata scattata usando una camera ad angolo di visuale stretto a circa 32° sopra l'eclittica ed è stata creata usando filtri blu, verde e viola.
Le fotocamere ad angolo stretto sono progettate per fotografare dettagli in un'area specifica.

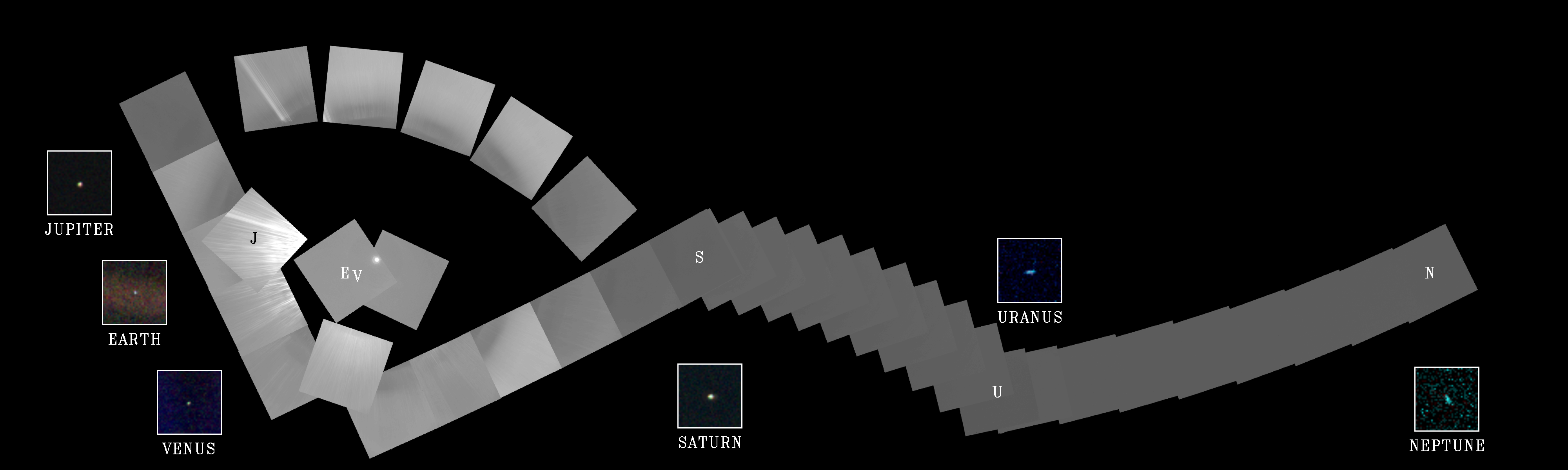
La foto Ritratto di famiglia è un collage delle foto scattate nel 1990 dalla Voyager e comprende Pale Blue Dot

Le bande di luce nella fotografia sono un artefatto causato dalla diffusione della luce sulle ottiche della macchina fotografica a causa del piccolo angolo di distanza tra il Sole e la Terra. Nella foto la Terra è grande meno di un singolo pixel, 0,12 pixel, per la precisione.
La Voyager ha scattato simili fotografie anche a Venere, Giove, Saturno, Urano e Nettuno. Assemblate insieme formano la foto detta Ritratto di famiglia. Il pianeta Mercurio non è stato fotografato a causa della sua vicinanza al Sole e Marte non è visibile a causa degli effetti della luce solare sulle ottiche della fotocamera.

## Riflessioni di Sagan
Nel suo libro, Carl Sagan espone i suoi pensieri sul significato profondo della fotografia:

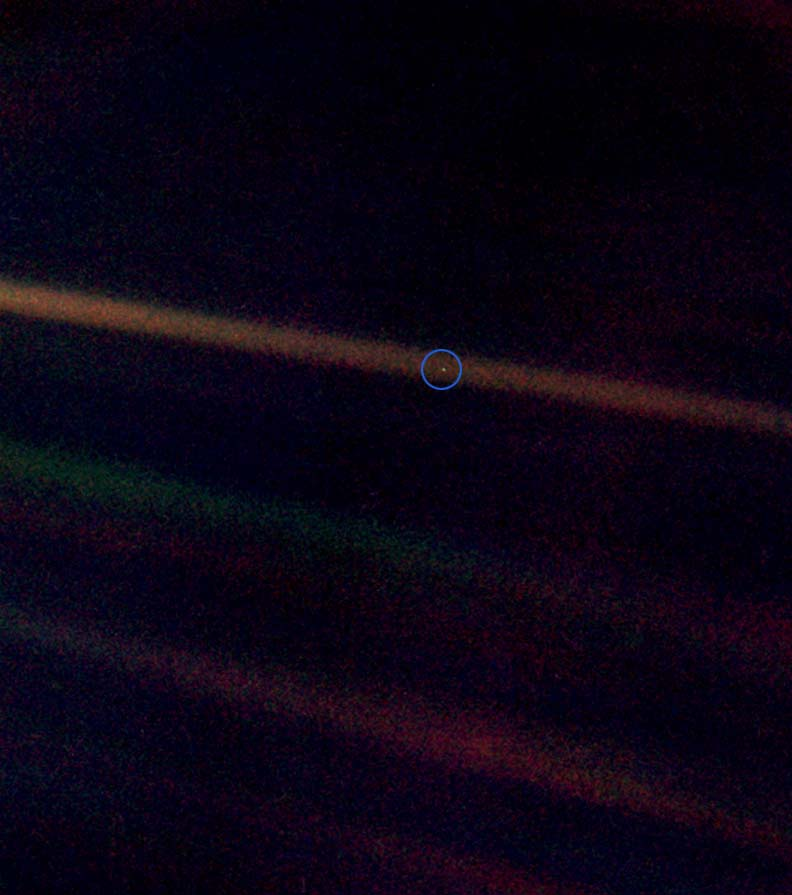
La foto con un campo visivo leggermente più ampio, che mostra più sfondo

La Terra è un piccolissimo palco in una vasta arena cosmica. Pensate ai fiumi di sangue versati da tutti quei generali e imperatori affinché, nella gloria e nel trionfo, potessero diventare per un momento padroni di una frazione di un puntino. Pensate alle crudeltà senza fine inflitte dagli abitanti di un angolo di questo pixel agli abitanti scarsamente distinguibili di qualche altro angolo, quanto frequenti le incomprensioni, quanto smaniosi di uccidersi a vicenda, quanto fervente il loro odio. Le nostre ostentazioni, la nostra immaginaria autostima, l'illusione che noi abbiamo una qualche posizione privilegiata nell'Universo, sono messe in discussione da questo punto di luce pallida. Il nostro pianeta è un granellino solitario nel grande, avvolgente buio cosmico. Nella nostra oscurità, in tutta questa vastità, non c'è alcuna indicazione che possa giungere aiuto da qualche altra parte per salvarci da noi stessi.
La Terra è l'unico mondo conosciuto che possa ospitare la vita. Non c'è altro posto, per lo meno nel futuro prossimo, dove la nostra specie possa migrare. Visitare, sì. Colonizzare, non ancora. Che ci piaccia o meno, per il momento la Terra è dove ci giochiamo le nostre carte. È stato detto che l'astronomia è un'esperienza di umiltà e che forma il carattere. Non c'è forse migliore dimostrazione della follia delle vanità umane che questa distante immagine del nostro minuscolo mondo. Per me, sottolinea la nostra responsabilità di occuparci più gentilmente l'uno dell'altro, e di preservare e proteggere il pallido punto blu, l'unica casa che abbiamo mai conosciuto.»

## Omaggi

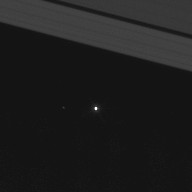
La Terra tra gli anelli di Saturno (ingrandimento), un omaggio a Pale Blue Dot (2017)

La sonda Cassini dal 2006 al 2017 ha scattato diverse foto somiglianti a Pale Blue Dot, raffiguranti la Terra come un pallido punto tra gli anelli di Saturno; tale immagine è stata vista come un omaggio al famoso scatto della Voyager, ed è stata subito soprannominata Cassini's Pale Blue Dot.
Il gruppo musicale symphonic metal finlandese Nightwish ha dedicato a Pale Blue Dot l'ultima traccia della seconda parte del loro ultimo album "Human. :II Nature", intitolata "Ad Astra"; nel brano le riflessioni di Sagan sono lette dall'attrice inglese Geraldine James.
Similmente, nel 2019 la band progressive metal americana Dream Theater ha pubblicato il brano Pale Blue Dot contenuto del disco Distance over Time.